# Pseudagrion decorum
Pseudagrion decorum är en trollsländeart som först beskrevs av Jules Pièrre Rambur 1842.  Pseudagrion decorum ingår i släktet Pseudagrion och familjen dammflicksländor. IUCN kategoriserar arten globalt som livskraftig. Inga underarter finns listade i Catalogue of Life.